# سیارک ۲۱۶۴۸
سیارک ۲۱۶۴۸ (به انگلیسی: 21648 Gravanschaik، نامگذاری:1999NB57) بیست و یک هزار و ششصد و چهل و هشتمین سیارک کشف شده‌است که در ۱۲ ژوئیه ۱۹۹۹ کشف شد.
قدر مطلق سیارک برابر ۱۷.۸ است.